# Harvey (Illinois)
Harvey es una ciudad ubicada en el condado de Cook en el estado estadounidense de Illinois. En el Censo de 2020 tenía una población de 20,324 habitantes y una densidad poblacional de 1.548,7 personas por km².

## Geografía
Harvey se encuentra ubicada en las coordenadas 41°36′27″N 87°39′8″O / 41.60750, -87.65222. Según la Oficina del Censo de los Estados Unidos, Harvey tiene una superficie total de 16.32 km², de la cual 16.32 km² corresponden a tierra firme y (0%) 0 km² es agua.

## Demografía
Según el censo de 2010, había 25282 personas residiendo en Harvey. La densidad de población era de 1.548,7 hab./km². De los 25282 habitantes, Harvey estaba compuesto por el 9.95% blancos, el 75.82% eran afroamericanos, el 0.28% eran amerindios, el 0.85% eran asiáticos, el 0.04% eran isleños del Pacífico, el 11.33% eran de otras razas y el 1.72% pertenecían a dos o más razas. Del total de la población el 18.98% eran hispanos o latinos de cualquier raza.

## Educación
El Distrito Escolar Posen-Robbins 143½ sirve una parte de Harvey.